# Кинг, Эван
Эван Кинг (англ. Evan King; род. 25 марта 1992, Чикаго, Иллинойс) — американский теннисист. Финалист одного турнира Большого шлема в смешанном парном разряде (Открытый чемпионат Франции-2025); победитель двух турниров ATP в парном разряде.

## Спортивная карьера
В 2016—2024 годах стал победителем двадцати четырёх турниров серии «челленджер» в парном разряде.

### 2024—2025
В мае 2024 года участвовал на Открытом чемпионате Франции в паре с соотечественником Кристофером Юбэнксом, где во втором круге соревнований они проиграли Яну Зелиньскому и Юго Нису со счётом 6-2, 4-6, 5-7.
В феврале 2025 года с соотечественником Кристианом Харрисоном стал победителем в парном разряде турнира категории ATP 500 в Далласе (США), где он в финале победил пару Ариэль Беар и Роберт Галлоуэй со счётом 7-6(4), 7-6(4). Затем Кинг и Харрисон вышли в финал турнира категории ATP 250 в Делрей-Бич (США), в котором проиграли паре Миомир Кецманович и Брэндон Накашима со счётом 6-7(3), 6-1, [3-10]. В начале марта они выиграли турнир ATP 500 в Акапулько (Мексика), переиграв в финале французскую пару Садио Думбия и Фабьен Ребуль со счётом 6-4, 6-0.

## Рейтинг на конец года
| Год  | Одиночный рейтинг | Парный рейтинг |
| 2024 | 1466              | 77             |
| 2023 |                   | 72             |
| 2022 | 1161              | 173            |
| 2021 | 527               | 116            |
| 2020 | 425               | 128            |
| 2019 | 340               | 117            |
| 2018 | 286               | 144            |
| 2017 | 213               | 161            |
| 2016 | 350               | 297            |
| 2015 | 414               | 454            |
| 2014 | 576               | 203            |
| 2013 | 592               | 404            |
| 2012 | 1226              | 592            |
| 2011 | 803               | 823            |
| 2010 | 1215              | 875            |
| 2008 |                   | 1149           |

## Выступления на турнирах

### Финалы турниров ATP в парном разряде (3)

#### Победы (2)
| Легенда                     |
| --------------------------- |
| Турниры Большого шлема (0)* |
| Итоговый турнир ATP (0)     |
| Мастерс (0)                 |
| АТР 500 (0+2)               |
| АТР 250 (0)                 |

| Титулы по покрытиям | Титулы по месту проведения матчей турнира |
| ------------------- | ----------------------------------------- |
| Хард (0+2)*         | Зал (0+1)                                 |
| Грунт (0)           | Зал (0+1)                                 |
| Трава (0)           | Открытый воздух (0+1)                     |
| Ковёр (0)           | Открытый воздух (0+1)                     |

* количество побед в одиночном разряде + количество побед в парном разряде + количество побед в миксте.
| №  | Дата           | Турнир             | Покрытие   | Партнёр           | Соперники в финале          | Счёт          |
| 1. | 9 февраля 2025 | Даллас, США        | Хард (зал) | Кристиан Харрисон | Ариэль Беар Роберт Галлоуэй | 7-6(4) 7-6(4) |
| 2. | 2 марта 2025   | Акапулько, Мексика | Хард       | Кристиан Харрисон | Садио Думбия Фабьен Ребуль  | 6-4 6-0       |

#### Поражение (1)
| №  | Дата            | Турнир          | Покрытие | Партнёр           | Соперники в финале                 | Счёт              |
| 1. | 16 февраля 2025 | Делрей-Бич, США | Хард     | Кристиан Харрисон | Миомир Кецманович Брэндон Накашима | 6-7(3) 6-1 [3-10] |

### Финалы турниров Большого шлема в смешанном парном разряде (1)

#### Поражение (1)
| №  | Год  | Турнир                     | Покрытие | Партнёр         | Соперники в финале           | Счёт    |
| 1. | 2025 | Открытый чемпионат Франции | Грунт    | Тейлор Таунсенд | Сара Эррани Андреа Вавассори | 4-6 2-6 |